# Napoléon-Charles Cormier
Napoléon-Charles Cormier (26 avril 1844 – 7 mars 1915) est un homme d'affaires et homme politique du Québec, fils de Charles Cormier et de Lucile Archambault.
Établi comme marchand à Plessisville, il a également contribué à fonder des entreprises telles la Fonderie de Plessisville en 1873, la Manufacture de laine de Plessisville en 1885 et la Compagnie électrique de Plessisville en 1900.